# Vedettes de Cherbourg
Pour les articles homonymes, voir Vedette.

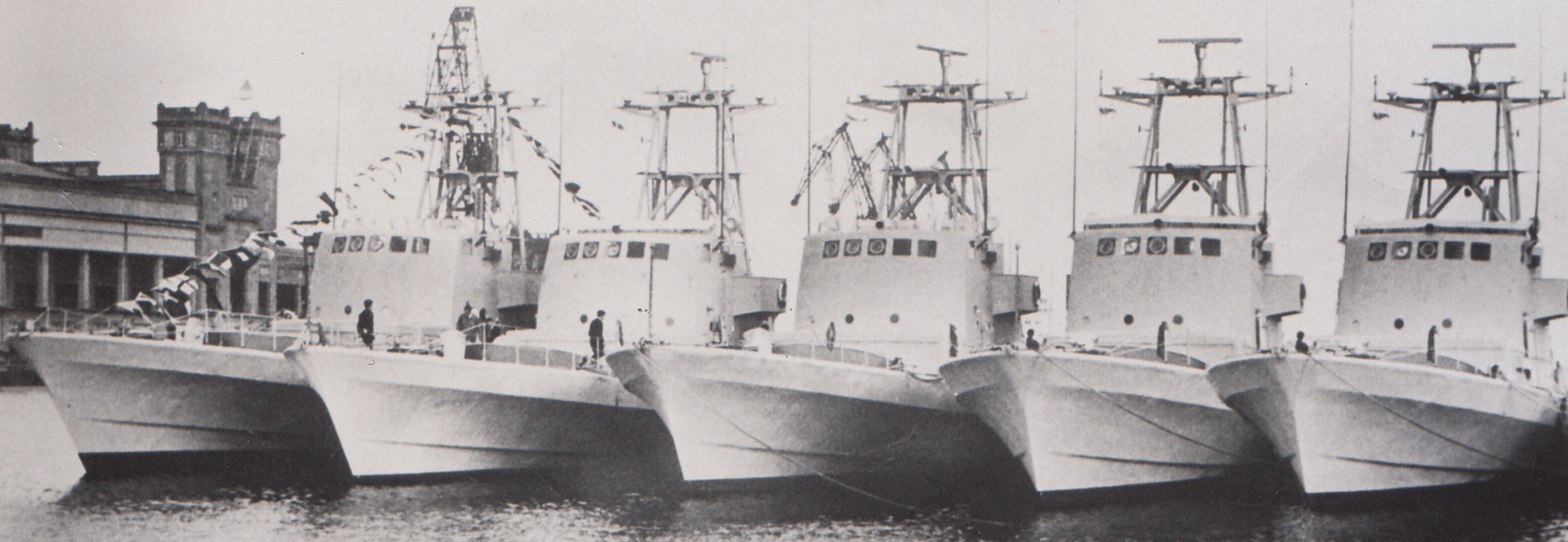
Les cinq vedettes dans le port de Cherbourg.

Trajet des vedettes depuis Cherbourg jusqu'en Israël.

L'affaire des Vedettes de Cherbourg est une opération militaire israélienne qui s'est déroulée entre le 24 et le 31 décembre 1969, impliquant la récupération de cinq navires de classe Sa'ar III depuis le port français de Cherbourg (Cherbourg-Octeville depuis 2000, Cherbourg-en-Cotentin depuis 2016). Les vedettes avaient été payées par le gouvernement israélien, mais retenues à cause de l'embargo sur l'armement décrété par Charles de Gaulle en 1967 et toujours en vigueur. L'opération est organisée par la marine israélienne, et a pour nom de code Opération Noa, d'après le nom de la fille du capitaine Benjamin Telem (en).

## Faits
En 1965, la France passe un accord (composé de deux contrats signés les 26 juillet 1965 et 14 mars 1966) avec l'État d'Israël pour la vente de douze vedettes ou plutôt canonnières lance-missiles destinées à la marine israélienne (les patrouilleurs de classe Sa'ar III capables de tenir tête aux canonnières livrées par les Soviétiques à la marine égyptienne de Nasser). Les contrats ne portent cependant que sur la livraison des navires dépourvus de leur système d'armes, celui-ci étant installé par Israël. C'est un chantier naval de Cherbourg, les Constructions mécaniques de Normandie (CMN) fondées par Félix Amiot qui est chargé de l'exécution de la commande. Mais le 2 juin 1967, quelques jours avant le déclenchement de la guerre des Six Jours, le général de Gaulle, considérant l'imminence du conflit, décrète un embargo sur la vente d'armes à destination d'Israël. Cependant cet embargo sélectif ne touche que les armes offensives et épargne les vedettes pour l'instant avant une extension de cet embargo décidée après le raid israélien sur l’aéroport de Beyrouth en décembre 1968.

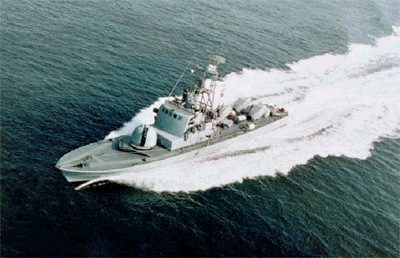
Vedette de type Sa'ar III.

La première vedette est lancée le 11 avril 1967. Cinq de ces vedettes sont livrées avant l'embargo ; deux, en essais au moment de l'embargo, profitent de ces essais pour rallier Israël ; le vice-amiral Bouillaut, préfet de la 1re région maritime, fait amarrer les cinq autres dans le port de commerce, dans une darse civile appartenant aux CMN, en face des bureaux de Félix Amiot. [pourquoi ?] [réf. souhaitée] Hors du port militaire, leur évasion devient alors possible.
Une ruse est alors mise au point : une société d'apparence « norvégienne » (son représentant est Martin Siem (en)), la Starboat and Oil Drilling Company, créée à Panama pour la circonstance le 15 octobre 1969, demande à la France et à Israël de récupérer les vedettes car ces navires, sans armement, l'intéressent, prétendument pour faire de la recherche pétrolière en mer du Nord. L'État hébreu accepte d'autant plus facilement qu'il est à l'origine de la manœuvre par le biais de ses services secrets : l’enlèvement des navires destinés à l'État israélien est une opération appelée « arche de Noé ». Il fournit même les équipages. Dans la nuit du 24 au 25 décembre, vers 2 h du matin, les vedettes appareillent malgré le mauvais temps, avec à leur bord cent cinquante marins et officiers israéliens (ils participaient à la mise au point de ces vedettes avec les CMN) supervisés par l'amiral Mordechai Limon, chef de la mission d'achat israélienne en France. Après avoir été ravitaillées deux fois en mer, elles arrivent triomphalement à Haïfa, où elles sont accueillies par le ministre de la Défense Moshe Dayan le jour de l'An.

### Hypothèses sur l'attitude de la France
Selon l'historien Pierre Razoux, le gouvernement français est informé des intentions israéliennes par l'intermédiaire de ses services de renseignements, mais laisse faire (un tiers du paiement étant déjà fait, les deux tiers restants étant soldés à la livraison, soit cinq milliards de francs, ce qui aurait laissé la trésorerie des chantiers Amiot exsangue en cas de non-livraison), saisissant ce prétexte pour officialiser des contrats d'armement avec des pays arabes dont l'Égypte, l'Arabie Saoudite et la Libye.
Mordechai Limon, architecte de l'opération, affirme pour sa part que Michel Debré, ayant appris l'affaire avec dix jours de retard, a cherché à arrêter les vedettes à tout prix, et a voulu donner l'ordre de les couler, ne reculant que devant le refus et la menace de démission du chef d'état-major des armées.

## Médiatisation
L'affaire est révélée, le 26 décembre 1969, par une dépêche de l'Agence centrale de presse (ACP), à l'initiative du journaliste de Cherbourg Guy Mabire de La Presse de la Manche dont le directeur, ami personnel de Félix Amiot, lui a interdit les jours précédents de révéler les tenants de l'affaire. L'information connaît un retentissement mondial. Le ministre français de la Défense, Michel Debré, pressé de trouver des responsables, sanctionne le vice-amiral Bouillaut (préfet maritime de Cherbourg), le général Cazelles (secrétaire général de la défense nationale) et l'ingénieur général Louis Bonte (directeur des affaires internationales à la délégation militaire pour l'armement), président et rapporteur de la commission interministérielle pour l'étude des exportations de matériel de guerre (CIEEMG), chargée de garantir la régularité de ces exportations. Cela n'empêche pas la France d'être la risée des chancelleries.

## Conséquences
À la suite de cette affaire, les fournisseurs d'armes français se tournent vers les marchés arabes, tandis que les Israéliens se tournent vers les États-Unis pour importer leurs armes (auparavant la France fournissait 90 % des avions de chasse israéliens) et développent leur industrie de l'armement. Les chantiers Amiot, grâce à cette médiatisation, reçoivent les années suivantes des commandes de ce type de patrouilleurs par la Grèce, la Malaisie, la RFA, l'Iran ou la Libye.

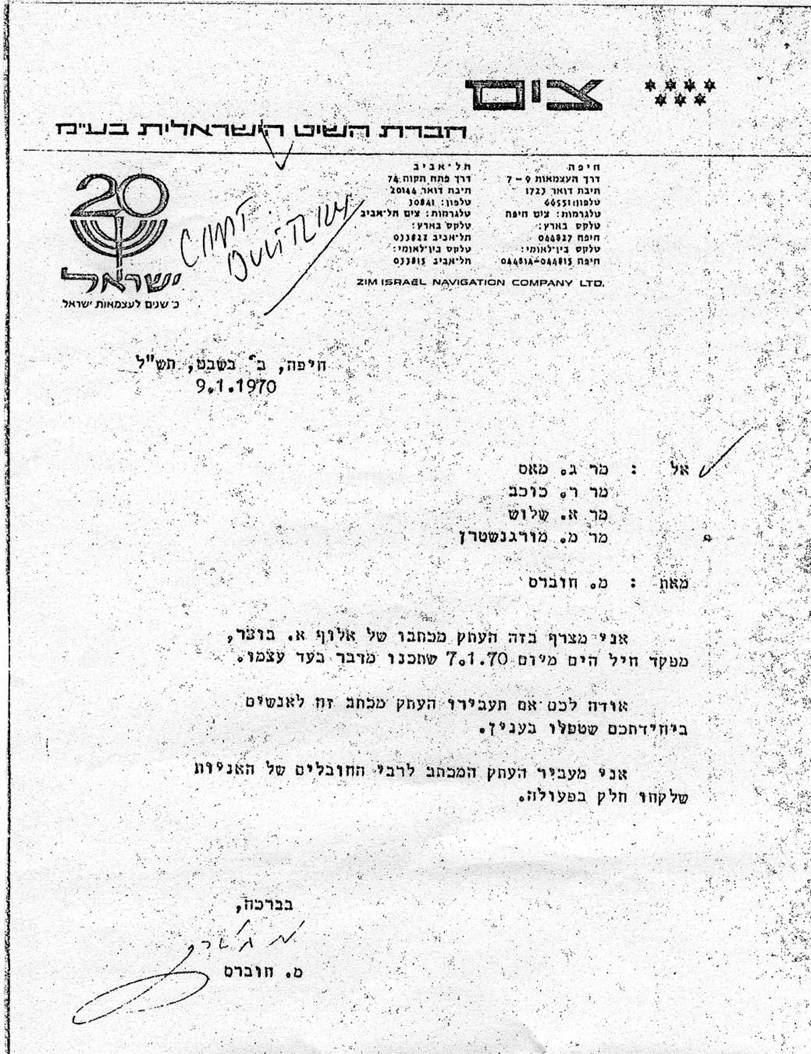
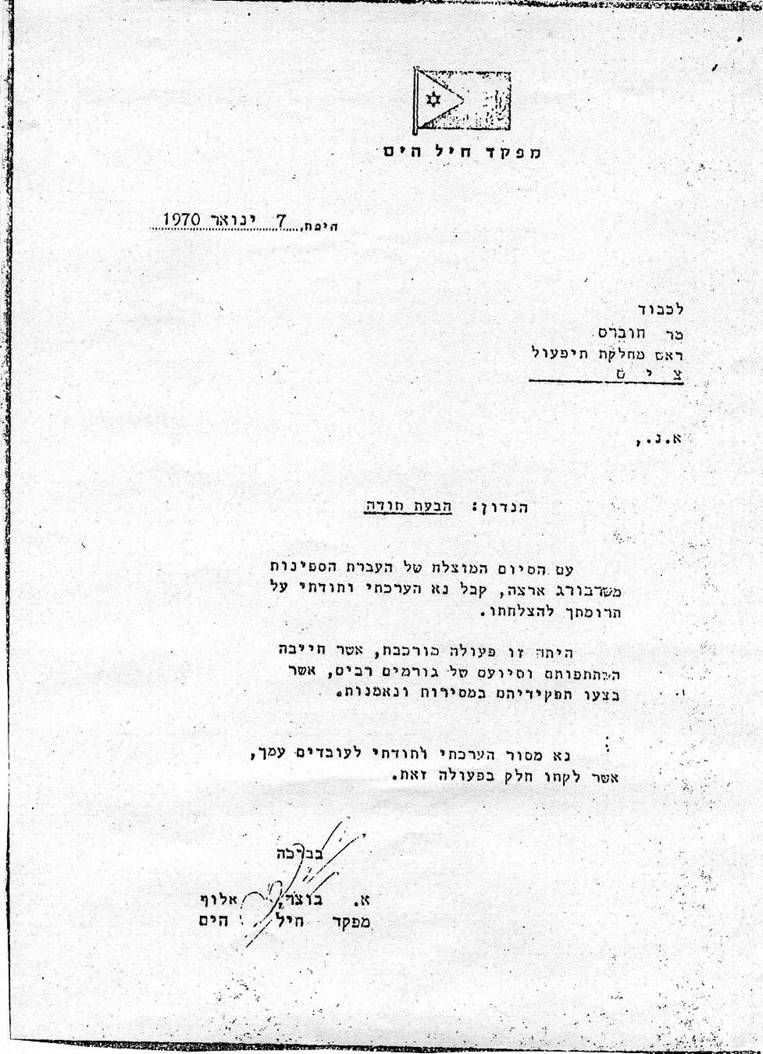

## Sources et bibliographie

### Ouvrages
- Justin Lecarpentier, Rapt à Cherbourg : l'affaire des vedettes israéliennes, Louviers, L'Ancre de Marine, 2010, 314 p. (ISBN 978-2-84141-240-2).
- Frédéric Patard, L'aventure Amiot-CMN : des hommes, le ciel et la mer, Bricqueboscq, Éditions des Champs, 1998, 279 p. (ISBN 2-910138-09-7).
- (en) Abraham Rabinovich, The Boats of Cherbourg : Secret Israeli Operation That Revolutionized Naval Warfare, Seaver Books, 1988 (ISBN 0-8050-0680-X).
- Jean-René Fenwick, Les vedettes de Cherbourg : une action du S. R. israélien en France, Paris/Bruxelles, Elsevier-Sequoia, coll. « Documents témoins », 1976, 261 p. (ISBN 2-8003-0195-3).
- Jacques Bruneau, Les Tribulations d'un gaulliste en Gaule, Paris, La Pensée universelle, 1983, 286 p. (ISBN 2-214-05620-3).
- Jean-François Miniac (préf. Jacqueline et Claude Briot), Les Mystères de la Manche, Paris, De Borée, 2009, 416 p. (ISBN 978-2-84494-968-4).

### Articles
- « Comment les vedettes ont-elles pu quitter, clandestinement mais légalement, Cherbourg ? », LObs.
- « Les vedettes de Cherbourg », Paris Match, no 1079, 10 janvier 1970.
- « Services secrets : les vedettes de Cherbourg », Historia, no 289, décembre 1970.
- « Les dessous de l'affaire des vedettes de Cherbourg », Historama, no 241, 1971.
- Jean-Yves Brouard, « La fuite des vedettes de Cherbourg », Le Marin, 28 décembre 1984.
- « L'affaire des vedettes de Cherbourg », Historia, no 475, 1986.

### Vidéos
- (he) Arrivées des vedettes à Haifa.
- Les vedettes de Cherbourg.
- À la rencontre des vedettes de Cherbourg, parties 1, 2 et 3.
- (he) Experiments of RAFAEL Gabriel Missile.
- (he) Geva News arrival of the boats to Kishon harbor Haifa, December 1969.

### Radio
- « Les vedettes de Cherbourg en route vers Israël », La marche de l'histoire, France Inter émission du 16 avril 2012.
- « La mystérieuse disparition des vedettes de Cherbourg », Affaires sensibles, France Inter émission du 14 décembre 2016.